# عملية مغسل السيارات
| عملية مغسل السيارات ((بالبرتغالية: Operação Lava Jato‏)) | عملية مغسل السيارات ((بالبرتغالية: Operação Lava Jato‏)) |
| --- | --- |
| (من اليسار لليمين، من أعلى إلى أسفل :) مقر شركة بتروبراس في ريو دي جانيرو ؛ شعار الشرطة الاتحادية البرازيلية ؛ القاضي سيرجيو مورو ؛ دلتان دانيول مع رودريجو جانوت. الشرطة الفيدرالية في عملية ؛ شعار أودبريشت | |
| بلد: | البرازيل |
| منذ: | 17 مارس 2014 |
| القاضي: | كوريتيبا: - سيرجيو مورو 17 مارس 2014 - 2 نوفمبر 2018 - غابرييلا هارت يترأس كبديل حتى 6 مارس 2019 - لويس أنطونيو بونات 6 مارس 2019 - حتى الآن                     |
| القاضي: | ريو دي جانيرو: - مارسيلو بريتاس (2015 إلى الوقت الحاضر) |
| القاضي: | برازيليا: - فاليسني دي سوزا أوليفيرا (2016 إلى الوقت الحاضر) |
| عدد الأشخاص المتهمين: | 429 |
| عدد المدانين: | 159 |
| عدد الشركات المشاركة: | 18 |
| عدد الأشخاص الذين تم التحقيق معهم: | 429 |
| أموال بتروبراس المختلسة: | 6.2 مليار ريال برازيلي ( 2٫5 billion دولار أمريكي :16 ) |
| طلب السداد من بتروبراس: | 46.3 مليار ريال برازيلي :147 (حوالي 12 مليار دولار أمريكي) |
| الأموال المستردة: | 3.28 مليار ريال برازيلي :17 :321 ( 912 million دولار أمريكي :17 )                                                                                                |
| الكفارة التي تدفعها بتروبراس: | - 682٫6 million دولار أمريكي للحكومة البرازيلية :18 :17 - 85٫3 million دولار أمريكي إلى وزارة العدل الأمريكية :18 :17 - 85٫3 million دولار أمريكي لـ SEC :18 :17 |
| آخر تحديث: مايو 2019. | |

عملية مغسل السيارات (بالبرتغالية: Operação Lava Jato‏) تحقيق جنائي أجرته الشرطة الاتحادية لفرع كوريتيبا في البرازيل. بدأ في مارس 2014 وكان يرأسه في البداية قاضي التحقيق سيرجيو مورو، وفي عام 2019 من قبل القاضي لويس أنطونيو بونات. وقد نتج عنها أكثر من ألف مذكرة من مُختلف الأنواع. وفقًا لفرقة عمل «عملية مغسل السيارات»، تشير التحقيقات إلى تورط أعضاء إداريين في شركة النفط المملوكة للدولة بتروبراس، وسياسيين من أكبر الأحزاب البرازيلية (بما في ذلك رؤساء الجمهورية)، ورؤساء مجلس النواب ومجلس الشيوخ الاتحادي، وحُكام الولايات، ورجال أعمال من شركات برازيلية كُبرى. تعتبره الشرطة الفيدرالية أكبر تحقيق فساد في تاريخ البلاد.
في البداية تم إجراء تحقيق بشأن غسيل الأموال، وتم توسيعه ليشمل مزاعم الفساد في شركة بتروبراس، حيث قيل إن المسؤولين التنفيذيين قبلوا الرشاوى مقابل منحهم عقود لشركات المقاولات بأسعار مبالغ فيها. كان يُعرف هذا المخطط الإجرامي في البداية باسم "Petrolão" (البرتغالية لـ «النفط الكبير») لأن الفضيحة تتعلق بشركة النفط التي تسيطر عليها الدولة. يسمى التحقيق «عملية مغسل السيارات» لأنه تم اكتشافه لأول مرة في مغسل سيارات في برازيليا. وقد شملت أكثر من ألف أمر تفتيش ومصادرة، والاحتجاز المؤقت والوقائي، وإجراءات الإكراه على المساومة. كان الهدف من التحقيق هو التأكد من مدى مخطط غسيل الأموال، الذي قدّره المشرف الإقليمي للشرطة الفيدرالية لولاية بارانا في عام 2015 بما يتراوح بين 6.4 و 42.8 مليار ريال برازيلي (2 - 13 مليار دولار أمريكي) من اختلاس أموال بتروبراس. :60 :16 وتضمنت أكثر من ألف أمر تفتيش ومصادرة وحجز مؤقت واحتياطي ومفاوضة ضد رجال أعمال وسياسيين في جهات عديدة.
شارك ما لا يقل عن 11 دولة أخرى، معظمها في أمريكا اللاتينية (الأرجنتين، مكسيك، بنما، بيرو، فنزويلا)، وكانت شركة أودربرجت البرازيلية متورطة بشدة.
نمت الفضيحة جزئياً لأن التحقيق تحدى إفلات السياسيين وقادة الأعمال من العقاب الذي كان سائداً حتى ذلك الحين، والذي شمل الفساد الهيكلي في النظام السياسي والاقتصادي. يعتقد في البداية أن هذا التغيير أصبح ممكنًا بسبب استقلال القضاء، وقانون «التعاون المجزي» واستراتيجية استهداف رجال الأعمال أولاً، ثم استخدام بياناتهم ضد السياسيين.  ومع ذلك، تشير الوثائق التي تم تسريبها في يونيو 2019 إلى غلين غرينوالد في ذا إنترسبت The Intercept إلى أن القاضي سيرجيو مورو ربما كان متحيزًا في قراراته، ونقل 'المشورة، وخيوط التحقيق، والمعلومات الداخلية إلى المدعين العامين' لمنع فوز حزب لولا العمالي بانتخابات 2018. وكان رد فعل العديد من كبار القضاء والخبراء في العالم على التسريبات من خلال وصف الرئيس السابق لولا بأنه سجين سياسي والمطالبة بالإفراج عنه. تم إطلاق سراح لولا في نهاية المطاف في 8 نوفمبر 2019، وقضت المحكمة العليا في البرازيل بأن القاضي مورو متحيز ضد لولا في مارس 2021.
تم حل فرقة مغسل السيارات رسميًا في 1 فبراير 2021.

## التحقيق
جاء الاتهام الأولي من رجل الأعمال هيرميس ماغنوس في عام 2008، الذي أبلغ عن محاولة لغسل الأموال من خلال شركته (دنيل للصناعة والتجارة) وهي شركة مصنعة للمكونات الإلكترونية. وتوجت التحقيقات التي تلت ذلك بتحديد هوية أربع عصابات إجرامية كبيرة، برئاسة كارلوس حبيب شاطر، وألبرتو يوسف، ونيلما كوداما، وراؤول هنريك سرور.
ركز التحقيق في البداية على تجار العملات الأربعة في السوق السوداء والمدفوعات غير الصحيحة لألبرتو يوسف من قبل الشركات التي فازت بعقود في مصفاة بتروبراس أبرو وليما. بعد أن اكتشفوا أن دولرو (تاجر السوق السوداء) ألبرتو يوسف قد استحوذ على سيارة رينج روفرز وإيفوك لباولو روبرتو كوستا، المدير السابق لشركة بتروبراس، توسع التحقيق في جميع أنحاء البلاد. بمجرد توجيه الاتهام إليه، وافق كوستا على تقديم أدلة للتحقيق. قُدّم قانون تم اعتماده حديثًا «التعاون المُجزي» (Colaboraçáo premada) نوعًا من المساومة على الإقرار بالذنب تنطوي على تخفيضات في العقوبات للمُتهمين الذين يتعاونون في التحقيقات. وأظهرت إفادة كوستا الأحزاب السياسية التي تسيطر على بتروبراس.
كما أدى إلى موجة من الاعتقالات. يُزعم أن فرناندو سواريس، المعروف أيضًا باسم «فرناندو بايانو»، رجل أعمال وجماعة ضغط، كان على صلة بين شركات البناء البرازيلية الكبرى والحكومة التي شكلها حزب العمال (PT) والحركة الديمقراطية البرازيلية (PMDB). وبعد كوستا وسواريس، وافق كثيرون آخرون على التعاون مع الادعاء؛ بين عامي 2014 وفبراير 2016، وجه مكتب المدعي العام الاتحادي 37 تهمة جنائية ضد 179 شخصًا، مُعظمهم من السياسيين ورجال الأعمال. في ديسمبر 2017، اتُهم ما يقرب من ثلاثمائة شخص بارتكاب جرائم في الفضيحة. بعد أن حُكم على مارسيلو أودربرجت، حفيد مؤسس الشركة، بالسجن لمدة 19 عامًا، كان هو ومديرون تنفيذيون آخرون في أودربرجت، بسبب حوافز تخفيف العقوبة في قانون «التعاون المجزي»، على استعداد للعمل كشهود وتقديم معلومات حول مخطط الفساد الأوسع. كان لدى أودربرجت فرع سري يستخدم لدفع مدفوعات غير قانونية في العديد من دول أمريكا اللاتينية، من هوغو تشافيز في فنزويلا إلى ريكاردو مارتينيلي في بنما. تم فرض غرامات على أودربرجت بلغ مجموعها 2.6 مليار دولار من قبل سلطات البرازيل وسويسرا والولايات المتحدة بعد أن اعترفت الشركة برشوة المسؤولين في اثني عشر دولة بنحو 788 مليون دولار.
دخل كوستا ويوسف في صفقة مع المدعين العامين واتسع نطاق التحقيق ليشمل تسع شركات بناء برازيلية كبرى: كامارغو كوريا و Construtora OAS [الإنجليزية] و UTC Engenharia [الإنجليزية] وأودربرجت وMendes Júnior [الإنجليزية] وEngevix [الإنجليزية] وQueiroz Galvão [الإنجليزية] وIESA Óleo e Gás [الإنجليزية] وGalvão Engenharia [الإنجليزية]، نفت الرئيسة البرازيلية ديلما روسيف، التي ترأست مجلس إدارة بتروبراس من 2003 إلى 2010، علمها بارتكاب أي مخالفات. أذنت المحكمة العليا البرازيلية بالتحقيق مع 48 مشرعًا حاليًا وسابقًا، بمن فيهم الرئيس السابق لويس إيناسيو لولا دا سيلفا، في مارس 2016. أدين إدواردو كونها، رئيس مجلس النواب من 2015 إلى 2016، بتلقي ما يقرب من 40 مليون دولار من الرشاوى وإخفاء الأموال في حسابات مصرفية سرية وحكم عليه بالسجن 15 عامًا.
في 19 يناير 2017، تحطمت طائرة صغيرة تقل قاضي المحكمة العليا تيوري زافاسكي في البحر بالقرب من مدينة باراتي السياحية في ولاية ريو دي جانيرو، مما أسفر عن مقتل القاضي وأربعة أشخاص آخرين. كان زافاسكي يتعامل مع محاكمات فساد عملية غسيل السيارات.
أشار تقرير لصحيفة ميامي هيرالد في سبتمبر 2017 إلى أنه عندما بدأت عملية مغسل السيارات في عام 2014، كان أقل من 10,000 أساور المراقبة الإلكترونية قيد الاستخدام لإنفاذ أحكام الاحتجاز المنزلي؛ بحلول سبتمبر 2017، تضخم العدد إلى أكثر من 24000.

## التأثير على بتروبراس
أخرت بتروبراس الإبلاغ عن نتائجها المالية السنوية لعام 2014، وفي أبريل 2015 أصدرت «بيانات مالية مدققة» تظهر رشاوى بقيمة 2.1 مليار دولار وإجمالي ما يقرب من 17 مليار دولار في عمليات الشطب بسبب الكسب غير المشروع والأصول المبالغ فيها، والتي وصفتها الشركة بأنها «مُتحفظاً» تقديراً. لو تأخر التقرير لمدة أسبوع آخر، لكان من حق حاملي سندات بتروبراس المطالبة بالسداد المبكر. كما علقت بتروبراس مدفوعات الأرباح لعام 2015. ويرجع ذلك جزئيًا إلى تأثير الفضيحة، فضلاً عن ارتفاع عبء الديون وانخفاض سعر النفط، واضطرت بتروبراس أيضًا إلى خفض النفقات الرأسمالية وأعلنت أنها ستبيع أصولًا بقيمة 13.7 مليار دولار على مدار العامين التاليين.
ألغت المحكمة الفيدرالية العليا إدانة ألدمير بندين، الرئيس التنفيذي السابق لشركة بتروبراس، بتهم الفساد في عام 2019 بسبب اعتراضات على إجراء المحاكمة.

## السياسة الداخلية

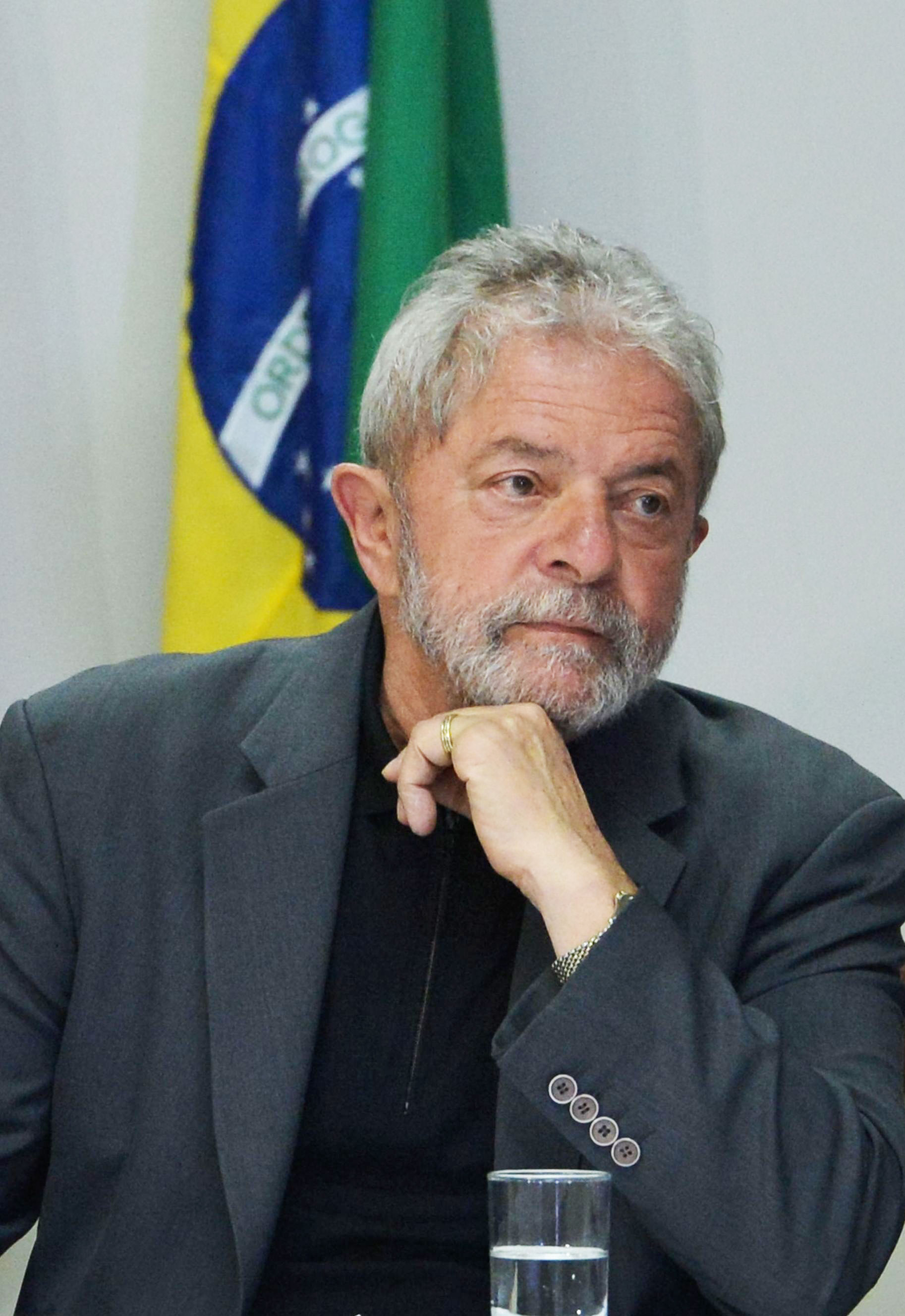
لولا دا سيلفا ، تم اصطحابه للإدلاء بشهادته أمام الشرطة الفيدرالية في المرحلة الرابعة والعشرين

في أبريل 2018، دخل الرئيس السابق لويس إيناسيو لولا دا سيلفا - بعد أن حُكم عليه بتهمة الفساد السلبي وغسيل الأموال فيما يتعلق بشقة فاخرة في غواروجا تلقاها من Grupo OAS - السجن في كوريتيبا لقضاء عقوبته البالغة 12 عامًا. ومع ذلك، ظهرت الاتصالات غير القانونية بين المدعين العامين في مغسل السيارات وقاضيها الرئيسي في منتصف عام 2019، حيث أشارت الأحزاب إلى أن دافع الادعاء هو منع إعادة انتخاب لولا. كانت هناك دعوات للإفراج عن الرئيس السابق. نتيجة لذلك، تم إطلاق سراحه في 8 نوفمبر 2019 بعد حكم من المحكمة العليا.
في 3 يوليو 2018، أدين الملياردير البرازيلي إيكي باتيستا برشوة حاكم ريو دي جانيرو السابق سيرجيو كابرال لعقود حكومية الولاية، بعد أن دفع لكابرال 16.6 مليون دولار أمريكي، وحكم عليه بالسجن 30 عامًا.

## تداعيات خارج البرازيل

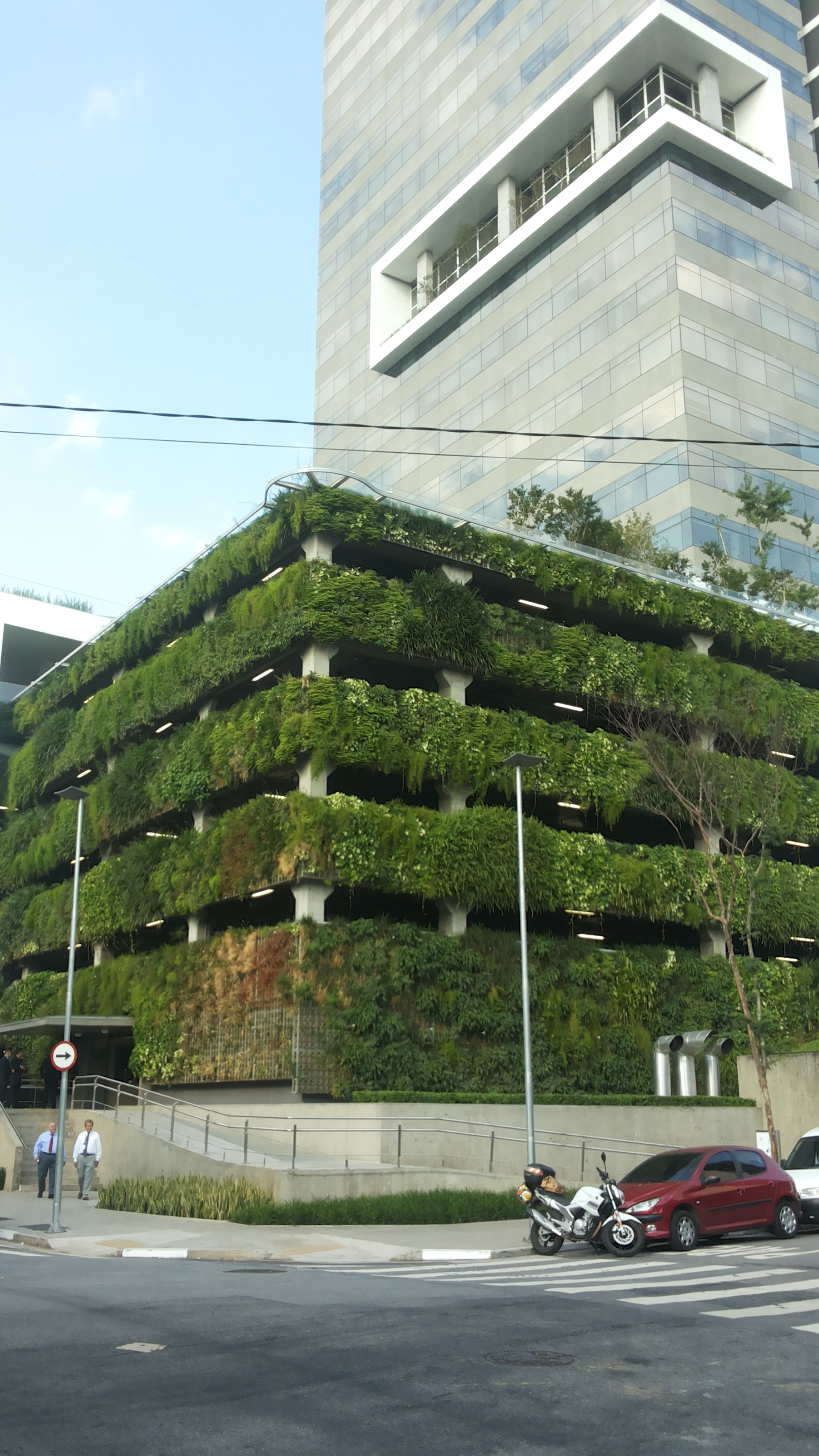
تكتل أودربرجت المقر الرئيسي في ساو باولو.

خلال السنوات العديدة التي مرت بها، توسعت فضيحة مغسل السيارات من جذورها الأصلية في غسيل الأموال، لتشمل الفساد الأوسع في البرازيل، وخارج حدودها في ما لا يقل عن عشر دول أخرى، حتى خارج أمريكا الجنوبية.

### أوراق الجنة
في 5 نوفمبر 2017، كشفت أوراق الجنة، وهي مجموعة من المستندات الإلكترونية السرية المتعلقة بالاستثمار الخارجي، أن أودربرجت استخدم شركة خارجية واحدة على الأقل كوسيلة لدفع الرشاوى التي تم الكشف عنها من خلال تحقيق عملية مغسل السيارات. تم ذكر كل من مارسيلو أودربرجت ووالده إميليو أودربرجت وشقيقه موريسيو أودربرجت في أوراق الجنة.

### الأرجنتين
خلال فترة حكم كريستينا فرنانديز دي كيرشنر ونيستور كيرشنر، مُنح أودربرجت عقودًا مُبالغ فيها، قيمتها لا يقل عن 9.6 مليار دولار أمريكي.

### المكسيك
في المكسيك، يُشتبه في أن المدير السابق لشركة النفط المملوكة للدولة Pemex ، وهو حليف مقرب من الرئيس بينيا نييتو، تلقى رشاوى بقيمة 10 ملايين دولار من شركة أودربرجت.

### بنما
تم إقالة رامون فونسيكا مورا، رئيس حزب بانامينيستا البنمي، في مارس 2016 بسبب تورطه في الفضيحة. نتجت أوراق بنما عن اختراق أنظمة الكمبيوتر الخاصة به.
تم القبض على فونسيكا وشريكه في العمل يورغن موساك وسجنهما في فبراير 2017. أطلق سراحهم في أبريل/نيسان 2017 بعد أن حكم قاض بأنهم تعاونوا مع التحقيق وأمرهم بدفع 500 ألف دولار بكفالة.

### بيرو
خلال الانتخابات الرئاسية في بيرو في فبراير 2016، تورط تقرير صادر عن الشرطة الفيدرالية البرازيلية الرئيس أويانتا هومالا في رشوة من قبل أودربرجت لعقود الأشغال العامة. ونفى الرئيس هومالا التهمة وتجنب أسئلة وسائل الإعلام في هذا الشأن. في يوليو 2017، تم القبض على هومالا وزوجته واحتجازهما قبل المحاكمة بعد التحقيقات في تورطه في فضيحة أودربرجت. كشفت التحقيقات أن الرئيس البرازيلي لولا دا سيلفا ضغط على أودربرجت لدفع ملايين الدولارات لحملة هومالا الرئاسية.
في كانون الأول (ديسمبر) 2017، مثل رئيس بيرو بيدرو بابلو كوتشينسكي أمام الكونجرس للدفاع عن نفسه ضد المساءلة بشأن مزاعم التستر على مدفوعات غير قانونية بقيمة 782 ألف دولار من شركة أودربرجت لشركة Westfield Group Capital Ltd. كيكو فوجيموري، التي خسرت الانتخابات الرئاسية لعام 2016 أمام كوتشينسكي بهامش أقل من 50,000 صوت، كانت مناصره للمساءلة؛ وقد أجبر حزبها خمسة وزراء بالحكومة على الاستقالة. في وقت لاحق، تورطت فوجيموري في فضيحة أودربرجت بشأن المساهمات المزعومة في الحملة، وفي 31 أكتوبر 2018، أرسلها القاضي إلى 36 شهرًا من الحبس الاحتياطي.

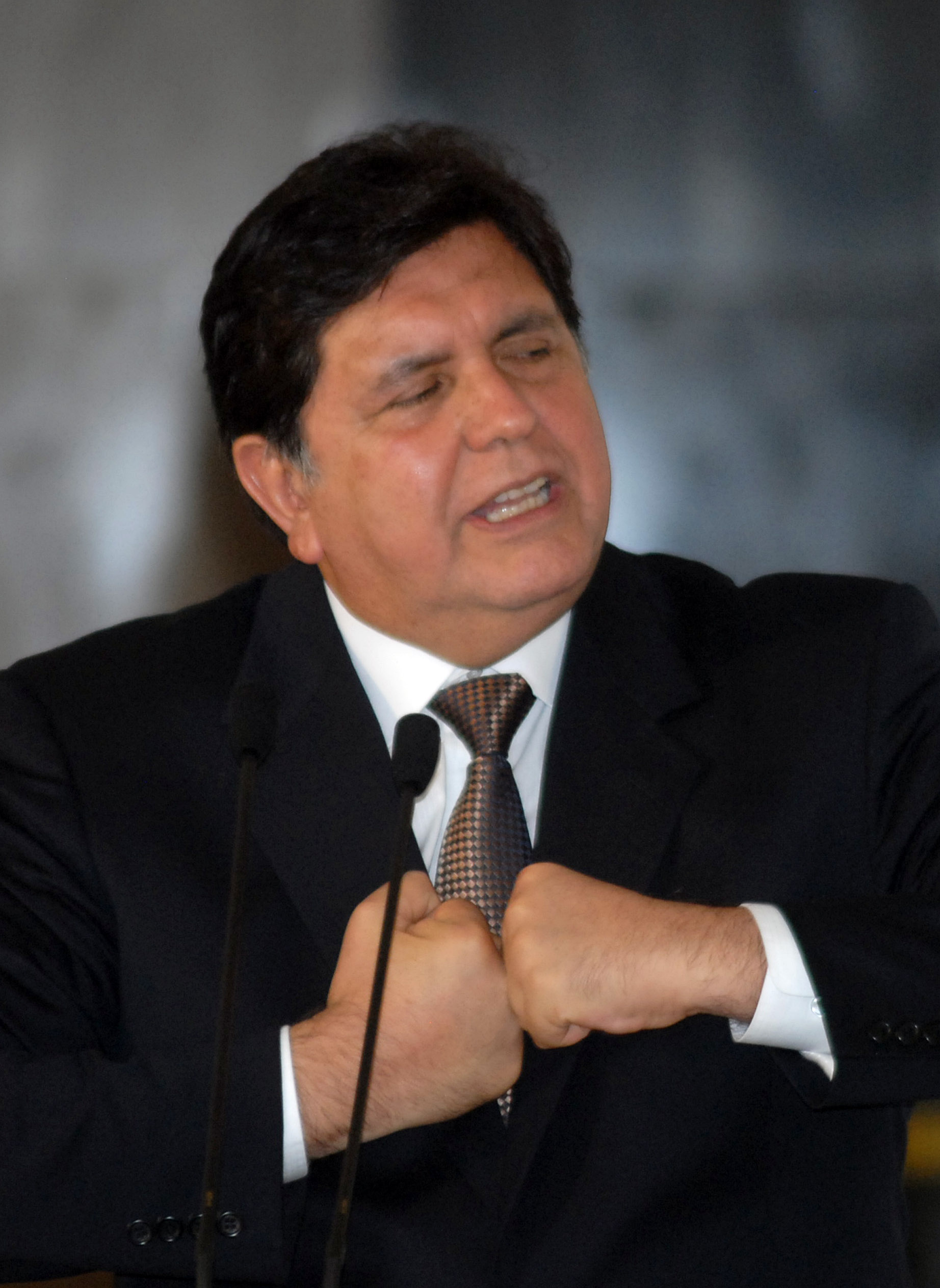
آلان غارسيا

استقال كوتشينسكي من الرئاسة في 21 مارس 2018 وتم إرساله إلى الحبس الاحتياطي في 10 أبريل 2019. في 17 أبريل 2019، توفي آلان غارسيا، الرئيس السابق لبيرو والذي كان متورطًا أيضًا في الفضيحة، منتحرًا بعد أن أطلق النار على رأسه أثناء حاولت الشرطة القبض عليه.
كما تورط الرئيس السابق أليخاندرو توليدو (2001-2006) في فضيحة الرشوة، وتم القبض عليه في ريدوود سيتي، كاليفورنيا في يوليو 2019 بتهمة تلقي رشاوى فيما يتعلق بعقد بناء طريق سريع.

### فنزويلا
في أواخر عام 2017، أخبر أوزيناندو برازيريس دي أزيفيدو، رئيس شركة أودربرجت للإنشاءات في فنزويلا، المحققين أن أودربرجت قد قدمت 35 مليون دولار من المساهمات في الحملة الانتخابية لنيكولاس مادورو لعام 2013 مقابل منح مشروعات أودربرجت الأولوية في فنزويلا، وأن أميريكو ماتا، مدير حملة مادورو، طلب في البداية 50 مليون دولار لمادورو، واستقر في النهاية على مبلغ 35 مليون دولار. في مايو 2018، أظهرت منظمة الشفافية الدولية أن 9 فقط من 33 مشروعًا بدأتها شركة أودربرجت في فنزويلا بين عامي 1999 و 2013 قد اكتملت.

## محادثات مسربة
في 9 يونيو 2019، بدأ غرينوالد وصحفيون آخرون من مجلة الصحافة الاستقصائية ذا إنترسبت The Intercept في نشر العديد من رسائل الدردشة المسربة المتبادلة عبر تطبيق Telegram بين أعضاء النظام القضائي البرازيلي. البعض، بما في ذلك قاضي مغسل السيارات ووزير العدل السابق سيرجيو مورو والمدعي العام الرئيسي دلتان دالاغنول، متهمون بانتهاك الإجراءات القانونية أثناء التحقيق، ومحاكمة واعتقال الرئيس السابق لويس إيناسيو لولا دا سيلفا بزعم منعه من الترشح لولاية ثالثة في الانتخابات العامة البرازيلية لعام 2018. وأكدت وكالات أنباء أخرى، مثل فولها دي ساو باولو وفيجا، صحة الرسائل وعملت بالشراكة مع ذا إنترسبت لفرز بقية المواد التي بحوزتهم قبل إصدارها.
قالت صحيفة الغارديان، التي أبلغت عن الانتقام ضد غرينوالد من حكومة بولسونارو وأنصارها، إن المقالات التي نشرها غرينوالد و The Intercept «كان لها تأثير متفجر على السياسة البرازيلية وتهيمن على العناوين الرئيسية لأسابيع»، مُضيفاً أن المعارضين «بدا وكأنه يُظهر للمدعين العامين في التحقيق الكاسح في عملية غسيل السيارات بالفساد تواطؤًا مع سيرجيو مورو، القاضي الذي أصبح بطلاً في البرازيل لسجن رجال الأعمال والوسطاء والسياسيين الأقوياء.»
بعد أن هدد بولسونارو صراحة بسجن غرينوالد بسبب التقارير، حكم قاضي المحكمة العليا جيلمار مينديز بأن أي تحقيق مع غرينوالد فيما يتعلق بالتقرير سيكون غير قانوني بموجب الدستور البرازيلي، واصفًا حرية الصحافة بأنها «ركيزة الديمقراطية».
أفاد جلين غرينوالد أن الملف المسرب أكبر من الملف الموجود في قضية سنودن. اعتبر فرناندو حداد أن التسريبات يمكن أن تصبح «أعظم فضيحة مؤسسية في تاريخ الجمهورية البرازيلية».
في مارس 2020، ذكرت صحيفة إنترسبت أن المدعين البرازيليين تعاونوا سراً مع وزارة العدل الأمريكية ومكتب التحقيقات الفيدرالي بطريقة «ربما تكون قد انتهكت المعاهدات القانونية الدولية والقانون البرازيلي». ولم يتم إبلاغ وزارة العدل البرازيلية؛ جعل هذا التعاون غير قانوني. ووجدوا أيضًا أن الأموال التي دفعتها الشركات البرازيلية في الولايات المتحدة تم تحويلها مرة أخرى إلى البرازيل؛ وقال المدعي العام دلتان دالنيول إنه سيستخدم جزءًا من هذا المبلغ لإنشاء «صندوق مستقل لمكافحة الفساد». ثم اعتبرت المحكمة العليا البرازيلية هذه المحاولة غير دستورية. في فبراير 2021، ذكرت صحيفة The Wire أن السيد دالنيول وصف اعتقال لولا دا سيلفا بأنه «هدية من وكالة المخابرات المركزية»، وأن ليزلي باكشيس، رئيسة وحدة الفساد الدولي في مكتب التحقيقات الفيدرالي الأمريكي، قالت إن وكالتها «أطاحت برؤساء في البرازيل».

## خمود القضية
اعتبارًا من سبتمبر 2020، كانت هناك مخاوف من أن القوى السياسية على وشك إنهاء عملية مغسل السيارات، وفقًا للمدعين العامين في البرازيل. وقال المدعي العام دلتان دالنيول: «هناك اليوم تحالف قوي للغاية للقوى السياسية ضد عملية لافا جاتو. أكثر بكثير من مجرد عملية، فإن الجهد البرازيلي لمكافحة الفساد نفسه معرض للخطر.» كان أحد أسباب انتخاب جاير بولسونارو رئيسًا في عام 2018، وعوده بمهاجمة الفساد، ولكن منذ أن تورط هو وأفراد أسرته بالفساد، هدأ الأمر. اشتكى المدعي العام لبولسونارو، أوغستو أراس، من أن التحقيقات ذهبت بعيدًا، وكانت منحازة سياسياً، وشنت حملة ضدها، وحصلت على دعم من أفراد عائلة بولسونارو مثل ابنه فلافيو الذي وقع فيها. زعم دالنيول أن التباطؤ والجهود المبذولة لوقف التحقيقات كانت بسبب اقتراب التحقيقات من الكشف عن فساد من أعلى المستويات. كما تعارض الفروع الحكومية الأخرى التحقيقات، بما في ذلك الكونغرس والمحكمة العليا التي كانت أحد الأهداف، وكذلك الأحزاب السياسية. يرى المحللون جهودًا متضافرة للتراجع عن جهود مكافحة الفساد العدوانية في البرازيل.

## المسرحة
هناك نوعان من التمثيل الدرامي لعملية مغسل السيارات، أحدهما فيلم عام 2017 Polícia Federal: A Lei É para Todos (الشرطة الفيدرالية: القانون للجميع)، من إخراج مارسيلو أنتونيز (2017)، والآخر هو مسلسل نتفليكس The Mechanism . الفيلم الوثائقي والمرشح لجائزة الأوسكار من نتفليكس، من تأليف بيترا كوستا (2019)، حول الأزمة السياسية بين عام 2016 وانتخاب جاير بولسونارو، في عام 2018، كان عملية مغسل السيارات عنصرًا مهمًا أيضًا.